# Зимние Панамериканские игры 1990
1-е Зимние Панамериканские игры состоялись в Лас-Леньясе (Аргентина) в 1990 году. Это было крупнейшим спортивным событием в истории Лас-Леньяса. Церемония открытия состоялась 16 сентября, а закрытия — 22 сентября. Это были единственные и последние зимние панамериканские игры. 97 спортсменов из 8 стран приняли участие в 1 виде спорта (горные лыжи).

## Виды спорта
- Горные лыжи

## Страны-участницы
- Аргентина (26)
- Боливия (2)
- Бразилия (5)
- Канада (25)
- Чили (9)
- Колумбия (1)
- Мексика (4)
- США (25)

В скобках — количество спортсменов, которое приняло участие в играх той или иной страны. 

## Итоги Игр
| Место | Страна | Золото | Серебро | Бронза | Всего |
| ----- | ------ | ------ | ------- | ------ | ----- |
| 1     | США    | 4      | 2       | 5      | 11    |
| 2     | Канада | 2      | 4       | 1      | 7     |